# 古晉貓博物館
古晉貓博物館（英語：Kuching Cat Museum）是位在馬來西亞古晉的一個博物館，專門收藏與貓有關的藏品。最初是時任砂拉越州首席部長的泰益瑪目和他的妻子提出建設貓博物館的想法，後於1993年11月6日正式開館，由古晉北区市政局所持有。
該博物館亦號稱是全球首座貓博物館。

## 概況

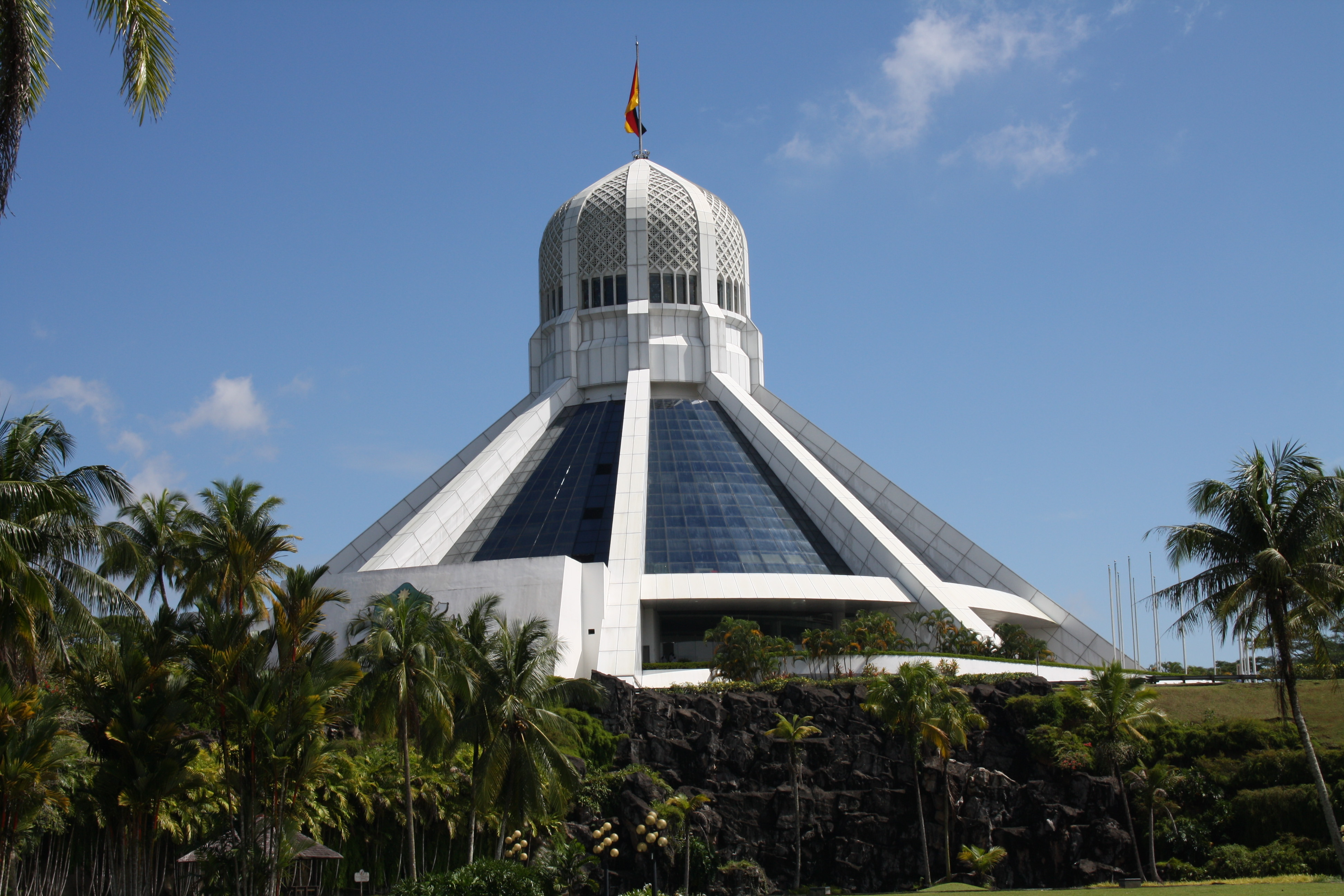
古晉北区市政局外觀，貓博物館就位於這棟建築內。

古晉貓博物館現坐落於古晉北区市政局總部大樓的底層。博物館免費向公眾開放，但若拍照錄影則須收取額外費用。
在館內共藏有兩千多種和貓有關的藏品，內容豐富，類型涵蓋標本、圖畫、照片、藝術品、書籍、玩具、海報等，甚至包括埃及的貓木乃伊。每年還會舉辦世界性的貓展。

## 外部連結
- 古晉貓博物館介紹（页面存档备份，存于）（英文）